# Liste der Baudenkmäler in Fünfstetten
Auf dieser Seite sind die Baudenkmäler in der schwäbischen Gemeinde Fünfstetten zusammengestellt. Diese Tabelle ist eine Teilliste der Liste der Baudenkmäler in Bayern. Grundlage ist die Bayerische Denkmalliste, die auf Basis des Bayerischen Denkmalschutzgesetzes vom 1. Oktober 1973 erstmals erstellt wurde und seither durch das Bayerische Landesamt für Denkmalpflege geführt wird. Die folgenden Angaben ersetzen nicht die rechtsverbindliche Auskunft der Denkmalschutzbehörde.

## Baudenkmäler nach Ortsteilen

### Fünfstetten
| Lage                            | Objekt                                                                | Beschreibung | Akten-Nr.              | Bild           |
| ------------------------------- | --------------------------------------------------------------------- | --- | ---------------------- | -------------- |
| Auf der Röth (Standort)         | Feldkapelle                                                           | Rechteckiges Gehäuse mit geschweiftem Volutengiebel aus Werkstein und segmentbogiger Öffnung, „1763“ (bezeichnet) | D-7-79-148-10 Wikidata | weitere Bilder |
| Lenzenberg (Standort)           | Feldkapelle                                                           | Rechteckiges Gehäuse mit durch Lisenen flankierter korbbogiger Öffnung und Satteldach, wohl um 1800 | D-7-79-148-15 Wikidata | weitere Bilder |
| Kirchberg (Standort)            | Bildstock                                                             | Pfeiler mit Satteldach, Trauf- und Giebelgesims sowie mit der Skulptur des heiligen Johannes von Nepomuk in der Stichbogennische, Mitte 18. Jahrhundert | D-7-79-148-1 Wikidata  | weitere Bilder |
| Kirchberg 4 (Standort)          | Katholische Pfarrkirche St. Dionysius                                 | Ehemalige Chorturmkirche, Saalbau mit eingezogenem dreiseitig geschlossenen Chor, Turm mit Oktogon, Schweifkuppel und Strebepfeiler im nördlichen Chorwinkel und Sakristeianbau im südlichen sowie mit Kanzelaufgang im Norden, Turmunterbau Rest einer Chorturmanlage, wohl 14. Jahrhundert, 1626 Neubau der Kirche, 1682 Turmerhöhung, um 1760 bis „1767“ (bezeichnet) Umgestaltung in Rokokoformen, Vorzeichen zweite Hälfte 20. Jahrhundert; mit Ausstattung; Friedhofskapelle, Walmdachbau mit drei korbbogigen Arkaden auf gefelderten und profilierten Pfeilern, mit Ölbergkapelle in der Mitte und geschlossenem südlichen Trakt, im Kern wohl zweite Hälfte 17. Jahrhundert, 1954 erweitert; mit Ausstattung Friedhofsmauer, mit Strebepfeilern, zweite Hälfte 16. Jahrhundert Friedhof, wohl zweite Hälfte 16. Jahrhundert | D-7-79-148-2 Wikidata  | weitere Bilder |
| Marktplatz 1 (Standort)         | Ehemaliges Amtshaus, jetzt Gasthof                                    | Zweigeschossiger Bau mit Mansardwalmdach, Eckquaderung, aufgeputzter, geohrter Fensterrahmung mit Schlussstein und profiliertem Traufgesims, an der Südseite ein Medaillon mit Büste der heiligen Maria Magdalena, Ende 18. Jahrhundert Torpfeiler mit Ziervasen, Ende 18. Jahrhundert Stadel, Satteldachbau mit korbbogiger Toreinfahrt, Ende 18. Jahrhundert | D-7-79-148-3 Wikidata  | weitere Bilder |
| Marktplatz 13 (Standort)        | Gasthaus                                                              | Zweigeschossiger Satteldachbau auf winkligem Grundriss, Hauptbau mit Zwerchhaus, kräftig geschwungenem Giebel mit Geschossgesimsen und ädikulagerahmter Figurennische sowie mit schmiedeeisernem Ausleger, frühes 18. Jahrhundert Ehemaliges Nebengebäude, zweigeschossiger Satteldachbau mit Schweifgiebel und Giebelgesimsen, frühes 18. Jahrhundert, im 19. Jahrhundert durch einen Zwischenbau mit stichbogiger Durchfahrt mit dem Hauptbau verbunden | D-7-79-148-4 Wikidata  | weitere Bilder |
| Schloßberg 1 (Standort)         | Ehemaliges Wohnstallhaus                                              | Zweieinhalbgeschossiger Massivbau mit Flachsatteldach und reich geschweiftem gedrückten Giebel, „1777“ (bezeichnet), im 20. Jahrhundert verändert | D-7-79-148-5 Wikidata  | weitere Bilder |
| Schloßberg 7 (Standort)         | Ehemalige Sommervilla, später Schnapsbrennerei                        | Zweigeschossiger Satteldachbau mit vorkragender Giebelwand im Osten sowie mit Gewölbe in Keller und Erdgeschoss, 1817, stark erneuert und nach Westen erweitert | D-7-79-148-14 Wikidata | weitere Bilder |
| Schloßberg 12 (Standort)        | Ehemaliges Schloss, jetzt Kloster und Schwesternaltenheim Maria Stern | Dreiflügelanlage, Hauptbau viergeschossig mit Walmdach und kräftig profiliertem Traufgesims mit Zahnschnittfries, Hauptbau 1817 errichtet, nach 1825 verändert, 1907 zum Kloster- und Altenheim umgestaltet; Ostflügel, im Süden breiter, zweigeschossig und mit Satteldach, im Kern 16./17. Jahrhundert, 1973/74 Erweiterung und Erneuerung des Südflügels | D-7-79-148-6 Wikidata  | weitere Bilder |
| Schulberg 4 (Standort)          | Ehemaliges Deutschordensschloss, jetzt katholisches Pfarramt          | Zweigeschossiger Walmdachbau mit Ecklisenen, profiliertem Traufgesims und Wappenstein, „1792“ (bezeichnet), rückseitig erweitert | D-7-79-148-7 Wikidata  | weitere Bilder |
| Schulberg 7 (Standort)          | Ehemalige Gemeindekanzlei                                             | Erdgeschossiger Walmdachbau mit Zwerchhaus, Mitte 19. Jahrhundert | D-7-79-148-8 Wikidata  | weitere Bilder |
| Sulzdorfer Straße 18 (Standort) | Katholische Marienkapelle                                             | Saalbau mit eingezogenem, dreiseitig geschlossenem Chor, Turm mit hohem oktogonalen Aufsatz und Zwiebelhaube im südlichen Chorwinkel, geschweifter Giebelfassade mit Vorzeichen sowie mit gliedernden Lisenen und Giebelgesimsen, 1696, Vorzeichen 20. Jahrhundert; mit Ausstattung | D-7-79-148-9 Wikidata  | weitere Bilder |

### Biberhof
| Lage                  | Objekt                    | Beschreibung                                                                                                 | Akten-Nr.              | Bild |
| --------------------- | ------------------------- | --- | ---------------------- | ---- |
| Biberhof 2 (Standort) | Ehemaliges Bahnwärterhaus | Zweigeschossiger Massivbau mit Walmdach und Ecklisenen, westlich erdgeschossiger Anbau mit Walmdach, 1905/06 | D-7-79-148-16 Wikidata | BW   |

### Heidmersbrunn
| Lage                        | Objekt              | Beschreibung                                                                            | Akten-Nr.              | Bild |
| --------------------------- | ------------------- | --------------------------------------------------------------------------------------- | ---------------------- | ---- |
| In Heidmersbrunn (Standort) | Katholische Kapelle | Saalbau mit Dachreiter und Sakristeianbau, ausgehendes 20. Jahrhundert; mit Ausstattung | D-7-79-148-11 Wikidata | BW   |

### Mittelwegerhof
| Lage                | Objekt     | Beschreibung | Akten-Nr.              | Bild |
| ------------------- | ---------- | --- | ---------------------- | ---- |
| Mühlfeld (Standort) | Wegkapelle | Rechteckiges Gehäuse mit dreiseitigem, korbbogigem oder halbrundem Schluss, Schweifgiebel und stichbogiger Öffnung, wohl erste Hälfte 18. Jahrhundert | D-7-79-148-12 Wikidata | BW   |

### Nußbühl
| Lage                  | Objekt                               | Beschreibung | Akten-Nr.              | Bild |
| --------------------- | ------------------------------------ | --- | ---------------------- | ---- |
| Nußbühl 16 (Standort) | Katholische Filialkirche St. Jakobus | Saalbau mit eingezogener halbovaler Apsis, über der sich der Turm mit Rechteckblenden, Bogenfriesen und Pyramidendach erhebt, sowie mit Sakristeianbau im südlichen Chorwinkel, im Kern romanisch, gotischer Turm des 14./15. Jahrhundert, 1696 barockisiert; mit Ausstattung | D-7-79-148-13 Wikidata | BW   |